# Сердюки (Житомирская область)
Сердюки (укр. Сердюки) — село на Украине, основано в 1780 году, находится в Олевском районе Житомирской области.
Код КОАТУУ — 1824482803. Население по переписи 2001 года составляет 360 человек. Почтовый индекс — 11035. Телефонный код — 4135. Занимает площадь 0,91 км².

## Адрес местного совета
11035, Житомирская область, Олевский р-н, с.Зольня, пл.Победы, 4